# 後藤弘子
後藤 弘子（ごとう ひろこ）は、日本の刑事法学者。博士（法学）。千葉大学大学院社会科学研究院教授。NPO法人ヒューマンライツ・ナウ副理事長。特定非営利活動法人コンピュータエンターテインメントレーティング機構（CERO）理事。

## 人物
1958年福島県出身。1987年慶應義塾大学大学院法学研究科博士課程単位取得。立教大学法学部助手、富士短期大学・東京富士大学経営学部助教授を経て、2004年より千葉大学大学院教授。「子どもと女性の犯罪被害・加害に対してどのような対応を社会や制度が行うべきか」について研究している。

## 著書
- 『ビギナーズ少年法 【第3版】』成文堂、2013年
- 『犯罪被害者と少年法』明石書店 、2005年